# آلتون‌حصار
التونهسار (به لاتین: Altunhisar) یک سکونتگاه مسکونی در ترکیه است که در استان نیغده واقع شده‌است.